# Pichu
Pichu (ピチュー?, Pichū) è una specie Pokémon della serie Pokémon di Nintendo e Game Freak. Creato da Ken Sugimori, Pichu è apparso per la prima volta nei videogiochi Pokémon Oro e Argento e nei successivi sequel, in seguito è apparso in vari prodotti, titoli spinoff e adattamenti animati e stampati del franchise. Ci sono stati più doppiatori per Pichu. Viene definito il Pokémon Topino. Pichu si evolve in Pikachu al raggiungimento di uno specifico livello di felicità.
Fin dalla sua introduzione alla serie, Pichu è stato visto come un personaggio comprimario di Pikachu, spesso presenti nei giochi spin-off come Pokémon Pinball: Rubino e Zaffiro. Il Pokémon appare in Super Smash Bros. Melee e Super Smash Bros. Ultimate, dove è un personaggio giocabile.

## Caratteristiche
In un'intervista, Junichi Masuda dichiarò che lui e Ken Sugimori volevano creare il "successivo" Pikachu, ma inizialmente avevano difficoltà a creare un design che ritenevano fosse altrettanto attraente. Dopo una lunga discussione, decisero di creare un Pokémon che si sarebbe evoluto in Pikachu e Sugimori sviluppò Pichu come risultato. Nella stessa intervista, Masuda affermò che Pichu era un Pokémon "vicino al suo cuore" a causa del processo di progettazione "ben congegnato". In un'altra intervista, Masuda dichiarò che Pichu è il suo Pokémon preferito.
Pichu è un piccolo roditore che vive a terra. La sua pelliccia è molto corta e ha una colorazione giallo brillante. Le punte delle sue grandi orecchie sono nere e ha ulteriori segni neri sul collo e sulla corta coda. Non sono abili nell'immagazzinare l'elettricità, quindi quando sono divertiti o spaventati, scaricano spesso scosse di elettricità abbastanza forti da influenzare gli esseri umani adulti. Questa mancanza di controllo diventa più stabile man mano che invecchiano. L'elettricità che riescono a mantenere immagazzinata è limitata dai loro piccoli sacchetti nelle guance. Quando l'aria è secca o nei giorni di tempesta, si caricano molto più facilmente, lasciando loro il suono scoppiettante dell'elettricità statica. Giocano tra loro toccando la coda per innescare scintille, che funge anche da prova di coraggio. Corrono il rischio di mandarsi in cortocircuito a vicenda e spaventarsi fino a farli piangere con il lampo di scintille da loro emanato.

## Apparizioni

### Videogiochi
Pichu è apparso per la prima volta in Pokémon Oro e Argento ed è una dei tanti Baby Pokémon introdotti nella serie. È stato uno dei primi Pokémon rivelati per Oro e Argento, assieme a Cleffa e Igglybuff. Da allora Pichu è apparso in tutti i successivi titoli Pokémon principali. Pichu appare anche in altri giochi, tra cui Pokémon Channel, Pokémon XD: Tempesta Oscura, Pokémon Pinball: Rubino e Zaffiro, Pokémon Trozei! , nelle serie Pokémon Mystery Dungeon e Pokémon Ranger e in PokéPark Wii: La grande avventura di Pikachu. A un certo punto, un gioco per Nintendo GameCube chiamato Pichu Bros: Party Panic era in fase di sviluppo ma non venne mai pubblicato, e prevedeva Pichu come personaggio principale.  Il gioco fu però integrato in Pokémon Channel. In Pokémon Stadium 2 Pichu prende parte al minigioco "La centrale elettrica di Pichu". Pichu fa un'apparizione prominente in Pokémon Ranger: Tracce di luce, dove è soprannominato "Ukelele Pichu" e funge da aiutante del personaggio giocante. Pichu è anche un personaggio sbloccabile in Super Smash Bros. Melee e Super Smash Bros. Ultimate. Ha un set di mosse identico a quello di Pikachu, ma a differenza di quest'ultimo, gli attacchi elettrici gli causano danni. Ciò ha fatto sì che Pichu fosse un personaggio di livello inferiore in Super Smash Bros. Melee, solitamente visto come un handicap autoimposto per i giocatori più abili. Tuttavia, in Super Smash Bros. Ultimate, Pichu è stato notevolmente migliorato e visto come notevolmente migliore dalla scena competitiva di Smash Bros.

### Anime
Pichu appare per la prima volta nel corso dell'episodio Il tempo delle mele (The Apple Corp).
Altri esemplari del Pokémon sono presenti in Vera, facciamo il tifo per te (May, We Harley Drew'd Ya!), in Pikachu contro Raichu (Pika and Goliath!) ed in Un Pokémon insaziabile! (Hungry For the Good Life!).
Una particolare Pichu, denominata Pichu Spunzorek, è inoltre presente nel lungometraggio Pokémon: Arceus e il Gioiello della Vita.

## Accoglienza
Nintendo ha pubblicato un Game Boy Color a tema Pikachu e Pichu. Un Pichu cromatico (detto "Pichu color-Pikachu") fu reso disponibile per il download usando Dono Segreto che, quando portato nel Bosco di Lecci in Pokémon Oro HeartGold e Argento SoulSilver, permette di ottenere un Pichu dalle orecchie appuntite (detto Pichu Spunzorek).
Frank Provo di GameSpot ha definito Pichu "carino". UGO Networks ha criticato il Pokémon per aver perso la sua popolarità prima dell'uscita di Super Smash Bros. Melee, e la sua unica prerogativa era la sua somiglianza con Pikachu. Jonathan Holmes di Destructoid ha scritto che era "emozionato di ricevere questi due piccoli bastardi carini" in riferimento ai due Pichu promozionali. Un membro dello staff di IGN ha scritto che Pichu era "sicuro di rivaleggiare con Marill e Pikachu come nuovo favorito". Kristine Steiner di IGN ha scritto che il Pichu con l'Ukulele di Pokémon Ranger: Tracce di luce era "dannatamente carino". Thomas East di Official Nintendo Magazine ha scritto che "la cosa migliore di questo Pokémon Ranger: Tracce di luce è che sarai assistito da Ukelele Pichu". Jenni Lada di Gamer Tell ha scritto che questa versione del Pokémon Topino era "incredibilmente adorabile"..